# Nationalisme argentin

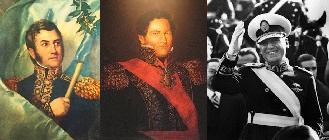
José de San Martín, Juan Manuel de Rosas et Juan Domingo Perón sont considérés par le nationalisme argentin comme une ligne de continuité historique.

Le nationalisme argentin fait référence au nationalisme du peuple argentin et à sa culture.
Il a augmenté pendant la guerre d'indépendance et les guerres civiles et s'est renforcé au cours des années 1880.
Le nationalisme a suscité un regain d'intérêt en réponse à la Seconde Guerre mondiale, au processus de réorganisation nationale et aux émeutes de décembre 2001.

## Histoire
Le nationalisme argentin semble prendre sa source des premières colonies hispaniques sur le bassin du Rio de la Plata au XVIIe siècle : la position géographique excentrée du Rio de la Plata, et l'absence de ressources minérales dans la région, a fait que l'Espagne a largement négligé cette portion de son empire en Amérique. Dès le départ, les colons dans le bassin du Rio de la Plata ont donc du être autonomes et autosuffisants et ont acquis une attitude isolationniste.
La capture du roi espagnol Ferdinand VII, par les troupes françaises pendant la guerre de la Péninsule, marque le début de la guerre d'indépendance de la vice-royauté du Rio de la Plata. Elle reposait sur le principe de la rétroversion de la souveraineté au peuple : en l'absence du roi espagnol (déjà auparavant bien lointain), la souveraineté revenait légitimement à ses sujets qui étaient alors capables de se gouverner par eux-mêmes. L'indépendance a conduit à des conflits entre les provinces de l'ancienne vice-royauté (devenue les Provinces-Unies du Rio de la Plata) : certaines factions voulaient maintenir le pays sous l'organisation centralisatrice utilisée jusqu'à présent, d'autres souhaitaient utiliser un système fédéraliste et d'autres encore souhaitaient séparer leur province en tant que pays indépendants. Les directeurs suprêmes des Provinces-Unies étaient des centralisateurs, et les libérateurs José de San Martín et José Gervasio Artigas étaient des fédéralistes. Ces groupes ont évolué pour devenir respectivement le parti unitaire et le parti fédéraliste.
Le sentiment d’unité nationale s’est accru pendant le blocus français et anglo-français du Río de la Plata à la fin des années 1840. La Grande-Bretagne et la France ont cherché à affaiblir Juan Manuel de Rosas avec un blocus naval, mais la résistance contre les puissances étrangères lui a valu une grande popularité et a favorisé l'unité nationale.

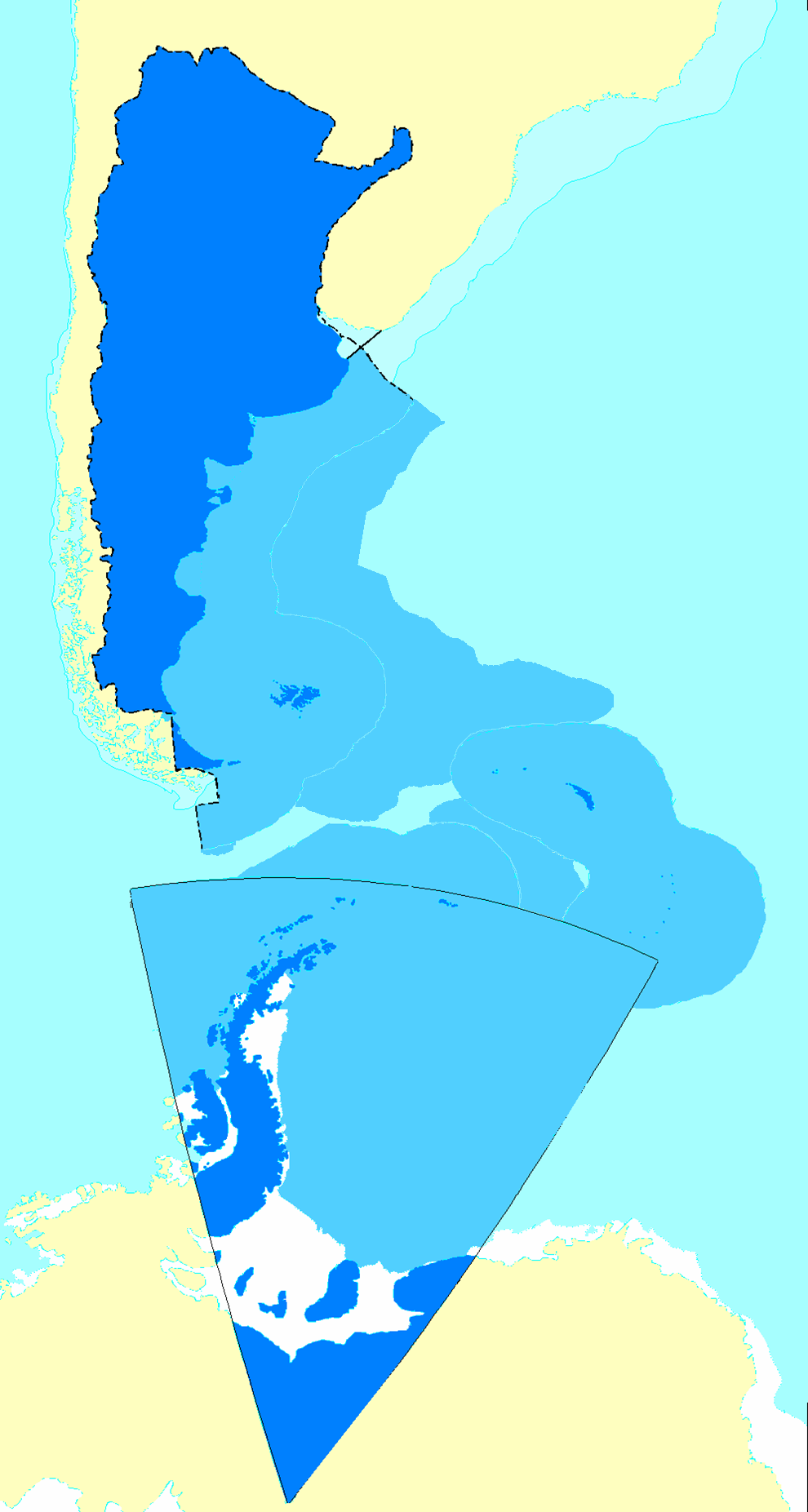
L'Argentine contemporaine et ses prétentions territoriales.

Dans les années 1880, l'Argentine s'empara de la Patagonie lors la conquête du Désert et fixa ses limites nationales modernes. Alors que l'Argentine connaissait au même moment un flux immigratoire intense, on craignait que cette vague européenne en Argentine ne dilue l'identité nationale. Vicente Quesada et d'autres historiens ont alors promu un nouveau nationalisme en fondant l'idée de l'ancienne vice-royauté en tant que « Grande Argentine » ; ce nationalisme a été renforcé par les conflits diplomatiques avec le Brésil de l’époque.

### XXesiècle
Le nationalisme refait surface dans les années 1930. Opposés au revirement d'Alvear, en 1935, de jeunes Yrigoyenistas issus d'un milieu nationaliste fondèrent la FORJA (Fuerza Orientadora Radical de la Juventud Argentina, Force radicale d'orientation de la jeunesse argentine), qui avait pour dirigeants les socialistes Arturo Jauretche, Raúl Scalabrini Ortiz et Gabriel del Mazo. La devise de FORJA était : « Nous sommes une Argentine coloniale, nous voulons être une Argentine libre ».
Entre autres choses, FORJA a dénoncé le silence du gouvernement sur de nombreux problèmes tels que la création de la Banque centrale, les « sacrifices économiques imposés au profit du capitalisme étranger », la « politique pétrolière », les « interventions militaires arbitraires », les « restrictions à la liberté d'opinion", "l'incorporation à la Société des Nations", "la suppression des relations avec la Russie", "les enquêtes parlementaires", "le crime du Sénat", etc. et spécialement pendant la Seconde Guerre mondiale. Ces nationalistes pensaient que l'Argentine était économiquement dépendante de la Grande-Bretagne et que le pays ne devait pas aider la Grande-Bretagne dans le conflit mais rester neutre. Ce nationalisme a conduit à la Révolution de 1943 et, au cours de celle-ci, à l'émergence de Juan Domingo Perón. Perón a signalé l'ingérence de l'ambassadeur des États-Unis Spruille Braden dans les élections de 1946 et a remporté une victoire écrasante. Il a nationalisé plusieurs outils clés de l'économie argentine et a déclaré l'indépendance économique de l'Argentine.
Le processus de réorganisation nationale a promu les valeurs nationalistes pendant la guerre sale et la guerre des Malouines. Les deux conflits ont suscité une énorme controverse. En conséquence, le nationalisme a décliné dans les années suivantes, augmentant l’américanisation au cours des années 1990. Le nationalisme a refait surface après les émeutes de décembre 2001 en Argentine.

## Irrédentisme argentin
Alors que les unitaires, qui prônaient une Argentine resserrée et centralisée sur Buenos Aires, ont finalement dominé la vie politique dans les années 1820 et 1830 au détriment des fédéralistes, les Provinces-unies du Rio de la Plata se sont lancées après la guerre d'indépendance dans un processus de balkanisation qui a abouti à la sécession du Paraguay, de la Bolivie et de l'Uruguay d'avec le pouvoir central de Buenos Aires, et à la disparation définitive des Provinces-Unies en 1831. Cette balkanisation a, des décennies plus tard, provoqué une certaine nostalgie de l'époque de la grandeur territoriale des Provinces-Unies. A alors émergé une dimension très irrédentiste dans le nationalisme argentin. Cet irrédentisme a été théorisé par un certain nombre d'intellectuels, comme Vicente Quesada comme nous l'avons vu ci-dessus, et a notamment été porté par les groupes d'extrême-droite dans la sphère politique argentine. Tout comme les pangermanistes prônaient la solution grande-allemande à la solution petite-allemande, de nombreux nationalistes argentins voulaient que l'Argentine recouvre ses frontières originelles et à son hégémonie sur le Cône Sud, comme par exemple les militants profascistes et pronazis de l'Alliance libératrice nationaliste dans les années 1930/50.
Cet irrédentisme a notamment resurgi en réaction à des contextes socio-économiques et politiques difficiles. Comme par exemple dans l'Entre-deux-guerres, où l'Argentine a perdu sa place de grande puissance économique et est tombé en décadence, et où de nombreux groupes d'extrême-droite comme la Ligue Patriotique ont occupé le terrain. Ou en 1982, lorsque la junte militaire d'extrême-droite a voulu s'emparer des îles Malouines pour s'accrocher désespérément au pouvoir. Cet irrédentisme est également l'une des causes du ressentiment anti-argentin qui imprègne, encore aujourd'hui, très fortement la mentalité des autres pays du continent sud-américain.
Ces dernières décennies, l'irrédentisme argentin s'illustre notamment à travers la volonté de se constituer un grand empire austral. L'Argentine revendique actuellement en effet les îles Malouines, la Géorgie du Sud-et-les îles Sandwich du Sud et une importante portion de l'Antarctique.